# حسن المحسني
ظهير الدين حسن بن أحمد بن محمد المحسني الدورقي (1798 - 21 سبتمبر 1855) (1213 - 10 محرم 1272) فقيه جعفري وكاتب وشاعر إيراني من أصل أحسائي وهو أبن الأكبر لأحمد المحسني. ولد في الأحساء وبعد سنة من ولادته غادر والده الأحساء مع جملة عياله وتوطن الفلاحية من بلاد عربستان. تلقى دروسه الأولية وقرأ المقدمات فيها على يد والده ثم هاجر إلى النجف وحضر على محمد حسن صاحب الجواهر وخضر بن شلال العفكاوي فأصبح من الفقهاء المجتهدين وعاد إلى الفلاحية. له مؤلفات عديدة في الفقه وشروح ورسالات وديوان شعر. توفي في الفلاحية ودفن في النجف بالعتبة العلوية. 

## سيرته
هو ظهير الدين حسن بن جمال الدين أحمد بن محمد بن محسن بن علي المحسني الأحسائي الفلّاحي. 

ولد في الأحساء سنة 1213 هـ/1798 م وبعد سنة من ولادته غادر والده الأحساء مع جملة عياله وتوطن الفلاحية من بلاد عربستان في جنوب غربي إيران وهناك عاش حسن وتربى تحت رعاية والده الفقيه. تلقى دروسه الأولية وقرأ المقدمات في الفلاحية على يد والده وغيره من الأعلام.

ثم هاجر إلى النجف وحضر على جملة من أعلامها أهمهم محمد حسن صاحب الجواهر وخضر بن شلال العفكاوي ومحسن الأعسم. وله عنهم الإجازة أيضًا. 

وبعد أن أكمل دراسته وأصبح من الفقهاء المجتهدين عاد إلى الفلاحية. 

في سنة 1243 هـ/ 1827 م، أي قبل وفاة والده بأربع سنين، كان مقيمًا في كربلاء حيث وقعت فيها معركة من قبل الوالي العثماني داود باشا وفي تلك المعركة أنشأ أبياتًا من الشعر مخاطبًا حسين بن علي بن أبي طالب ومطلعها أسليلَ المصطفى حتى متى/ نحمل المكروه في حبّ جوارك. وسافر المحسني إلى مكة وحج مرتين كانت احداهما سنة 1269 هـ. 

وكانت إقامته الدائمة في الفلاحية بعربستان وكان معظمًا عند ملوك إيران.

## وفاته
توفي في الفلاحية يوم الأحد 10 محرم 1272 هـ / 21 سبتمبر 1855 ونقل جثمانه إلى العراق ودفن في النجف بالعتبة العلوية. ولقد رثاه ولده موسى بقصيدة قال في آخرها مؤخًا: قضى يوم عاشوراء الزكيُّ فأرخن/(بجنَّة عدنٍ سُرَّ عالمنا الحبر).

وقد خلف أربعة أبناء وهم محمد وموسى ومحمد باقر وعلي نقي.

## مؤلفاته
له جملة من المؤلفات أكثرها في الفقه ومعظمها موجود عند أحفاده في الفلاحية وبعضها بخطه.
- تعليقه على كتاب جواهر الكلام في شرح شرائع الإسلام
- تعليقه على كتاب الحدائق الناضرة
- تعليقه على كتاب الكفاية في الفقه للمحقق السبزواري
- تعليقه على كتاب مفاتيح الشرائع للفيض الكاشاني
- تعليقه على كتاب الهداية، للحر العاملي
- الحاشية على كتاب بحار الأنوار
- الحاشية على كتاب المدارك، في شرح شرائع الإسلام
- الحاشية على كتاب المسالك، في شرح شرائع الإسلام
- الحاشية على كتاب وسائل الشيعة
- ديوان شعر، وعدد أبياته يقرب من ألفي بيت
- رسالة في أجوبة مسائل الشيخ محمد الصحاف
- رسالة في حل أخبار الطينة
- رسالة في الخمس
- المسائل الجبارية
- ملتقطات الدرر من لج دأماء هجر
- مناسك الحج
- منظومة في أصول الفقه